# Grube Hanielsfeld
Die Grube Hanielsfeld ist ein Kalkstein-Steinbruch im Oberdevonischen Massenkalk im Westen Wuppertals im Stadtbezirk Vohwinkel an der Grenze zu Wülfrath. Der bei Wieden südwestlich bzw. südlich  von Dornap gelegene Steinbruch wird nach der ehemaligen Ortslage Hanielsfeld benannt, die durch den Abbau ganz verschwunden ist. Nördlich der Grube verläuft die Düsseldorfer Straße, als Bundesstraße 7 klassifiziert, und im Osten die Bahnstraße, die als Bundesstraße 224 klassifiziert ist. Die Gruben Hanielsfeld und Voßbeck, die nördlich der Düsseldorfer Straße liegt, sind mit einem Tunnel unterhalb der Bundesstraße 7 verbunden. Im Westen verläuft die Trasse der Bahnstrecke Wuppertal-Vohwinkel–Essen-Überruhr, die von der S-Bahn-Linie S 9 befahren wird. Unterhalb der Bahntrasse unterquert ein weiterer Tunnel und stellt eine Verbindung zur Grube Hahnenfurth her.
Die Grube misst in der West-Ost-Ausdehnung rund 700 Meter und in der Nord-Süd-Ausdehnung rund 530 Meter (gemeint ist hier der Bereich, der für die Öffentlichkeit abgesperrt ist). Betrieben wird die Grube von der Rheinkalk GmbH Werk Dornap (mit Unternehmenssitz in Wülfrath). Der eigentliche Abbau ist aber eingestellt und die Grube wird als Klärteich für die benachbarte Grube Voßbeck genutzt. Als zusätzliche Kapazität des Klärteichs Hanielsfeld wird der Klärteich in der Grube Schickenberg genutzt. Die Sohle liegt rund 45 Meter unter dem Bodenniveau der Umgebung (bezogen auf Wieden, dass rund 190 Meter über Null liegt).
- 3D-Modell der Gruben bei Dornap. Von links nach Rechts: Grube Hahnenfurth, Grube Hanielsfeld, Grube Voßbeck und Grube Schickenberg.